# 帕尔勒博斯克
帕尔勒博斯克（法語：Parleboscq，法語發音：[paʁləbɔsk]）是法国朗德省的一个市镇，属于蒙德马桑区。

## 地理
帕尔勒博斯克（43°56'36"N, 0°0'56"E）面积40.19 平方千米，位于法国新阿基坦大区朗德省，该省份为法国西南部沿海省份，是法國本土面积第二大的省，北起吉倫特省，西临大西洋，南至大西洋比利牛斯省，东临热尔省，东北与洛特-加龍省接壤。
与帕尔勒博斯克接壤的市镇（或旧市镇、城区）包括：卡斯泰尔诺多藏-拉巴雷尔、卡佐邦、埃欧兹、埃斯卡朗、加巴雷。

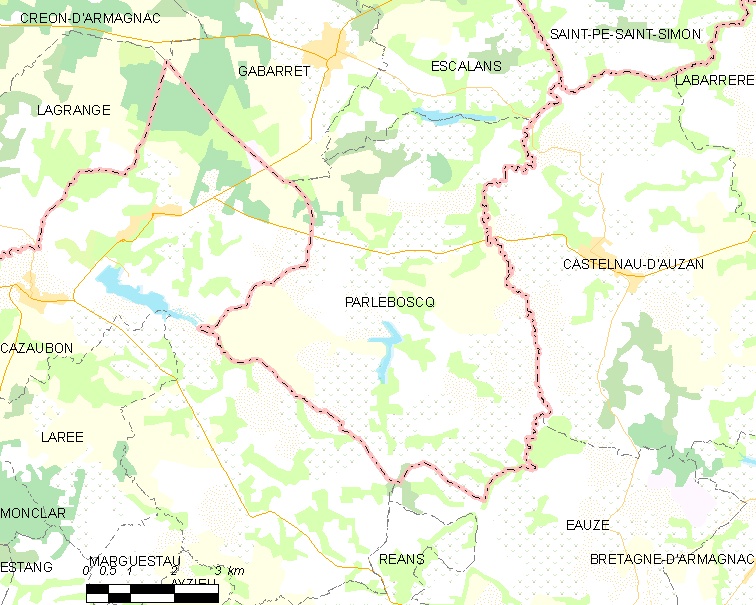
帕尔勒博斯克的OSM定位图

帕尔勒博斯克的时区为UTC+01:00、UTC+02:00（夏令时）。

## 行政
帕尔勒博斯克的邮政编码为40310，INSEE市镇编码为40218。

## 政治
帕尔勒博斯克所属的省级选区为上朗德-阿马尼亚克县。

## 人口

1962-2008年间帕尔勒博斯克人口变化图示

帕尔勒博斯克于2022年1月1日时的人口数量为454人。